# آب‌انبار نو
آب‌انبار نو مربوط به دوره قاجار است و در لار، محله پیر غیب، جنب کانون قرآن بانوان واقع شده و این اثر در تاریخ ۱۹ مرداد ۱۳۸۴ با شمارهٔ ثبت ۱۲۶۹۸ به‌عنوان یکی از آثار ملی ایران به ثبت رسیده است.